# Jocelyne Antoine
 (septembre 2023).
Jocelyne Antoine, née le 3 juillet 1961, est une femme politique française. Elle est sénatrice de la Meuse depuis 2023. Elle est membre de l'Union centriste (UC). 
- Ressource relative à la vie publique :   - Sénat